# Médecin assistant
Ne doit pas être confondu avec Assistant des hôpitaux.
En Suisse, un médecin assistant (parfois médecin-assistant ou assistant-médecin) est un médecin porteur d’un diplôme fédéral de médecine (ou d’un titre reconnu équivalent par le Département de la santé et de l’action sociale ou par une convention internationale) qui suit une formation postgraduée au service d'un établissement médical reconnu par l'État. Il a une double activité : il assiste les médecins dont il relève dans les soins cliniques, la recherche et l'enseignement et effectue une formation postgraduée ou continue,. La fonction de médecin assistant a pour but de lui permettre d'effectuer sa formation post-graduée et ne peut donc être que temporaire, sa durée étant limitée aux besoins de sa formation postuniversitaire. Les conditions de la formation postgraduée du médecin assistant sont définies par la Fédération des médecins suisses (FMH) et par les différentes sociétés de spécialités médicales.
Le médecin assistant est l'équivalent suisse du médecin résident anglo-saxon et de l'interne français. Par contre, contrairement à ce dernier, il a uniquement un statut de médecin, et non d'étudiant universitaire.
L’Association suisse des médecins-assistant(e)s et chef(fe)s de clinique (ASMAC) est une association professionnelle qui défend les intérêts (professionnels, politiques et économiques) des médecins-assistants et des chefs de clinique.

## Voir également
- Interne (France)
- Assistant des hôpitaux (France)
- Résidence (Amérique du Nord)
- Chef de clinique (France)
- Chef de clinique (Suisse)